# Loznica, Bijelo Polje
Loznica este un sat din comuna Bijelo Polje, Muntenegru. Conform datelor de la recensământul din 2003, localitatea are 279 de locuitori (la recensământul din 1991 erau 329 de locuitori).

## Demografie
În satul Loznica locuiesc 213 persoane adulte, iar vârsta medie a populației este de 33,9 de ani (32,3 la bărbați și 35,6 la femei). În localitate sunt 72 de gospodării, iar numărul mediu de membri în gospodărie este de 3,88.
Populația localității este foarte eterogenă.
|  |

| Demografie | Demografie | Demografie |
| An         | Locuitori  | Locuitori  |
| ---------- | ---------- | ---------- |
|            |            |            |
|            |            |            |
|            |            |            |
|            |            |            |
| 1948       | 158        |            |
| 1953       | 186        |            |
| 1961       | 262        |            |
| 1971       | 465        |            |
| 1981       | 806        |            |
| 1991       | 329        | 326        |
| 2003       | 366        | 279        |

| \| Componența etnică conform recensământului din 2003[2] \| Componența etnică conform recensământului din 2003[2] \| Componența etnică conform recensământului din 2003[2] \| Componența etnică conform recensământului din 2003[2] \| Componența etnică conform recensământului din 2003[2] \| \| ----------------------------------------------------- \| ----------------------------------------------------- \| ----------------------------------------------------- \| ----------------------------------------------------- \| ----------------------------------------------------- \| \| \| \| \| \| \| \| Bosniaci \| Bosniaci \| \| 117 \| 41,93% \| \| Musulmani \| Musulmani \| \| 65 \| 23,29% \| \| Sârbi \| Sârbi \| \| 64 \| 22,93% \| \| Muntenegreni \| Muntenegreni \| \| 33 \| 11,82% \| \| necunoscută \| necunoscută \| \| 0 \| 0% \| |              |  |     |        |
| Componența etnică conform recensământului din 2003 |              |  |     |        |
| |              |  |     |        |
| Bosniaci | Bosniaci     |  | 117 | 41,93% |
| Musulmani | Musulmani    |  | 65  | 23,29% |
| Sârbi | Sârbi        |  | 64  | 22,93% |
| Muntenegreni | Muntenegreni |  | 33  | 11,82% |
| necunoscută | necunoscută  |  | 0   | 0%     |